# Зеля, Алексей Олегович
Алексей Олегович Зеля (1 августа 1944, Москва, СССР — 28 марта 2017, там же) — советский и российский художник, мастер художественного стеклоделия. Народный художник России (1993).

## Биография
Родился в семье московских интеллигентов. Его отец был офицером, потомком дворянского рода, мама имела педагогическое образование. С раннего детства был увлечён природой, что впоследствии отразилось в его творчестве. После окончания школы и службы в Советской Армии поступил на биологический факультет МГУ. Там он познакомился со студенткой младшего курса, своей будущей супругой Ольгой. Скорая женитьба и рождение дочери привели к тому, что он был вынужден бросить обучение.
В 1971 году начинал трудовую деятельность на Московском электроламповом заводе (МЭЛЗ). Здесь, работая на производстве кварцевых ламп, он впервые знакомится с этим удивительным материалом и получает профессию стеклодува. В свободное между сменами время экспериментировал со стеклом, выплавляя из него фигурки разнообразных животных. Позже он пробовал себя и в других направлениях — стеклянных подсвечниках, корзинах, кораблях. К этому периоду относятся ранние работы, такие как «Носорог», «Лама», «Ушастые ежи» (1975), подсвечники «Ампир» (1979), корабль «Галеон» (1982).
В 1982 году руководство МЭЛЗ обратило внимание на уникальный талант художника и выделило под его творчество отдельную мастерскую. С этой поры он выполнял заказы правительства на изготовление особых «хрустальных» подарков для высокопоставленных политических деятелей, среди которых бывший президент Франции Франсуа Миттеран, премьер-министр Великобритании Маргарет Тэтчер, премьер-министр Швеции Улоф Пальме. Помимо этого изготавливал подарки для членов Политбюро.
В свободное время ему было разрешено работать на себя. В этот период рождаются такие произведения, как «Поганки» (1982), «Хризантемы» (1982), «Зимнее утро. Горностай» (1983), «Лиса и виноград» (1985), «Прикосновение» (1987).

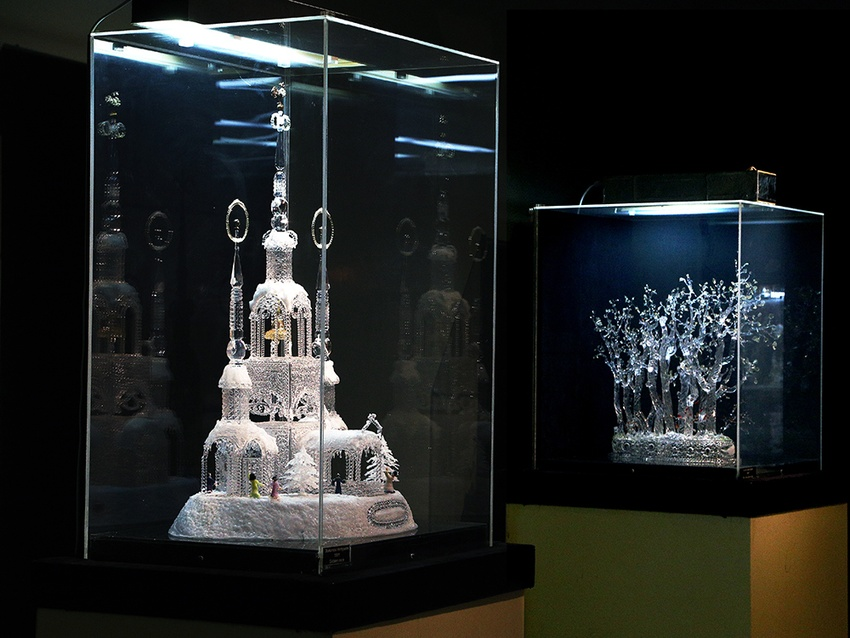
Композиции пушкинской серии: «Золотой петушок» (1991) и «Аллея Анны Керн» (1985).

В 1988 году, в период перестройки, вступил в кооператив, обустроил собственную мастерскую и начал развивать выставочную деятельность. К этому времени на счету мастера было участие в одиннадцати выставках (1980—1986), в основном в составе групп самодеятельных художников — студентов Заочного народного университета искусств (А. Зеля окончил ЗНУИ в 1982 году).

В собственной мастерской создал новые цвета кварцевого стекла и способы его обработки. От ранее доступных белого, жёлтого и прозрачного в его палитре появляются розовый, голубой, зелёный, красный, синий, коричневый. Свои новые изобретения он тут же воплощал в работах: «Бонсай» (1988), «Каракумы весной» (1989), «Аквариум» (1989), «Порыв» (1990), «Настенная тарелка» (1990), «Коралловый риф» (1991), «Длиннохвостые синицы» (1992), «Орхидеи» (1995).
В 1988 году на ВДНХ проходит первая персональная выставка Алексея Зеля, и художник получает золотую медаль комплекса. С тех пор прошло более 150 выставок в городах Советского Союза, затем России и Украины (в том числе в Государственном Эрмитаже, Третьяковской галерее, Манеже, Доме Правительства, Ливадийском дворце), которые посетили сотни тысяч зрителей.
В 1996 году построил дом в Подмосковье, где на первом этаже оборудовал мастерскую. За свой творческий путь художник создал более 200 композиций, что позволило составить коллекцию авторских работ, примеры которых можно увидеть на его персональном сайте.
С выходом на пенсию стал больше времени уделять себе и своей семье. С детства его влекли путешествия в дальние страны, и в последние годы жизни он побывал с женой во многих уголках Америки, Азии и Африки.
Умер в 2017 году в своем загородном доме. Похоронен на Черкизовском кладбище.
В Калуге открыт Музей стекла Алексея Зеля.

## Семья
Супруга — Зеля Ольга Петровна, дочь — Зеля Анна Алексеевна.

## Награды и звание
В 1988 году получена Золотая медаль ВДНХ.
В 1993 году присуждено звание «Народный художник России» (Список народных художников Российской Федерации)
Диплом Пятой Артиады народов России (1995—1999 гг.), в котором Алексей Зеля отнесён к Высшей лиге Гильдии профессионалов в области декоративно-прикладного искусства за выдающиеся достижения в декоративно-прикладном искусстве, создание оригинальной техники обработки стекла и серию художественных композиций и объёмных картин.